# World Series of Poker 2008

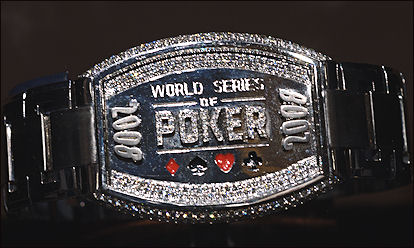
De 2008 WSOP Championship Bracelet

De World Series of Poker 2008 werden van 30 mei tot en met 15 juli 2008 gehouden in het Rio All-Suite Hotel and Casino in Las Vegas. Het was de 39ste editie van de World Series of Poker, het grootste pokerevenement ter wereld.
Op de WSOP 2008 veroverde voor het eerst in de geschiedenis een Nederlander een WSOP-bracelet. Rob Hollink won hiervoor het dertigste evenement, het $10.000 World Championship Limit Hold'em-toernooi.

## Toernooien
|    | Event                                                              | Winnaar              | Prijs      | Tweede                     | Deelnemers |
| -- | ------------------------------------------------------------------ | -------------------- | ---------- | -------------------------- | ---------- |
| 1  | $10.000 World Championship Pot Limit Hold'em                       | Nenad Medić          | $794.112   | Andy Bloch                 | 352        |
| 2  | $1.500 No Limit Hold'em                                            | Grant Hinkle         | $831.462   | James Akenhead             | 3.929      |
| 3  | $1.500 Pot Limit Hold'em                                           | David Singer         | $214.131   | Jacobo Fernandez           | 713        |
| 4  | $5.000 Mixed Hold'em                                               | Erick Lindgren       | $374.505   | Justin Bonomo              | 333        |
| 5  | $1.000 No Limit Hold'em met Rebuys                                 | Michael Banducci     | $636.736   | Jeff Williams              | 766        |
| 6  | $1.500 Omaha Hi-Low Split-8 or Better                              | Thang Luu            | $243.036   | Spencer Lawrence           | 822        |
| 7  | $2.000 No Limit Hold'em                                            | Matt Keikoan         | $550.601   | Shannon Shorr              | 1.592      |
| 8  | $10.000 World Championship Mixed Event                             | Anthony Rivera       | $483.688   | James Mackey               | 192        |
| 9  | $1.500 No Limit Hold'em Short Handed                               | Ralph 'Rep' Porter   | $372.843   | Nathan Templeton           | 1.236      |
| 10 | $2.500 Omaha/Seven Card Stud Hi-Low-8 or Better                    | Farzad Rouhani       | $232.911   | Tom Chambers               | 388        |
| 11 | $5.000 No Limit Hold'em Shootout                                   | Phillip Tom          | $477.990   | Greg Mueller               | 360        |
| 12 | $1.500 Limit Hold'em                                               | Jimmy Shultz         | $257.049   | Zachary Fellows            | 883        |
| 13 | $2.500 No Limit Hold'em                                            | Duncan Bell          | $666.777   | Steven Merrifield          | 1.397      |
| 14 | $10.000 World Championship Seven Card Stud                         | Eric Brooks          | $415.856   | Fu Wong                    | 158        |
| 15 | $1.000 Ladies No Limit Hold'em World Championship                  | Svetlana Gromenkova  | $224.753   | Anh Le                     | 1.190      |
| 16 | $2.000 Omaha Hi-Low Split-8 or Better                              | Andrew Brown         | $225.632   | Ted Forrest                | 551        |
| 17 | $1.500 No Limit Hold'em Shootout                                   | Jason Young          | $329.872   | Michael 'Mike' Schwartz    | 1.000      |
| 18 | $5.000 No Limit 2-7 Draw Lowball met Rebuys                        | Mike Matusow         | $537.862   | Jeff Lisandro              | 85         |
| 19 | $1.500 Pot Limit Omaha                                             | Vanessa Selbst       | $227.933   | Jamieson 'Jamie' Pickering | 759        |
| 20 | $2.000 Limit Hold'em                                               | Daniel Negreanu      | $204.434   | Ugur Marangoz              | 479        |
| 21 | $5.000 No Limit Hold'em                                            | Scott Seiver         | $755.856   | Dave Seidman               | 731        |
| 22 | $3.000 H.O.R.S.E.                                                  | Jens Voertmann       | $298.227   | Douglas Ganger             | 414        |
| 23 | $2.000 No Limit Hold'em                                            | Blair Hinkle         | $507.563   | Mark Brockington           | 1.344      |
| 24 | $2.500 Pot Limit Hold'em/Omaha                                     | Max Pescatori        | $246.471   | Kyle Kloeckner             | 457        |
| 25 | $10.000 World Championship Heads Up No Limit Hold'em               | Kenny Tran           | $539.056   | Alec Torelli               | 256        |
| 26 | $1.500 Razz                                                        | Barry Greenstein     | $159.659   | Chris Klodnicki            | 360        |
| 27 | $1.500 No Limit Hold'em                                            | Vitaly Lunkin        | $628.417   | Brett Kimes                | 2.706      |
| 28 | $5.000 Pot Limit Omaha met Rebuys                                  | Phil Galfond         | $817.781   | Adam Hourani               | 152        |
| 29 | $3.000 No Limit Hold'em                                            | John Phan            | $434.789   | Johnny Neckar              | 716        |
| 30 | $10.000 World Championship Limit Hold'em                           | Rob Hollink          | $496.931   | Jerrod Ankenmann           | 218        |
| 31 | $2.500 No Limit Hold'em Short Handed                               | Dario Minieri        | $528.418   | Seth Fischer               | 1.012      |
| 32 | $1.500 No Limit Hold'em                                            | Luis Velador         | $573.734   | Anthony Signore            | 2.304      |
| 33 | $5.000 World Championship Seven Card Stud Hi-Low Split-8 or Better | Sebastian Ruthenberg | $328.756   | Chris Ferguson             | 261        |
| 34 | $1.500 Pot Limit Omaha met Rebuys                                  | Layne Flack          | $577.725   | Daniel Makowsky            | 320        |
| 35 | $1.500 Seven Card Stud                                             | Mike Rocco           | $135.753   | Al Barbieri                | 381        |
| 36 | $1.500 No Limit Hold'em                                            | Jesper Hougaard      | $610.276   | Cody Slaubaugh             | 2.447      |
| 37 | $10.000 World Championship Omaha Hi-Low Split-8 or Better          | David Benyamine      | $535.678   | Greg Jamison               | 235        |
| 38 | $2.000 Pot Limit Hold'em                                           | Davidi Kitai         | $244.546   | Christopher Bell           | 605        |
| 39 | $1.500 No Limit Hold'em                                            | David Woo            | $631.656   | Matthew Wood               | 2.720      |
| 40 | $2.500 2-7 Limit Triple Draw Lowball                               | John Phan            | $151,896   | Shun Uchida                | 238        |
| 41 | $1.500 Mixed Hold'em                                               | Frank Gary           | $219.508   | Jonathan Tamayo            | 731        |
| 42 | $1.000 Seniors No Limit Hold'em World Championship                 | Dan Lacourse         | $368.832   | Dale Eberle                | 2.218      |
| 43 | $1.500 Pot Limit Omaha Hi-Low Split-8 or Better                    | Martin Kläser        | $216.249   | Casey Kastle               | 720        |
| 44 | $1.000 No Limit Hold'em met Rebuys                                 | Max Greenwood        | $693.444   | Rene Mouritsen             | 879        |
| 45 | $50.000 World Championship H.O.R.S.E.                              | Scotty Nguyen        | $1.989.120 | Michael DeMichele          | 148        |
| 46 | $5.000 No Limit Hold'em Short Handed                               | Joe Commisso         | $911.855   | Richard Lyndaker           | 805        |
| 47 | $1.500 Seven Card Stud Hi-Low Split-8 or Better                    | Ryan Hughes          | $183.368   | Ron Long                   | 544        |
| 48 | $2.000 No Limit Hold'em                                            | Alexandre Gomes      | $770.540   | Marco Johnson              | 2.317      |
| 49 | $1.500 No Limit Hold'em                                            | J.C. Tran            | $631.170   | Rasmus Nielsen             | 2.718      |
| 50 | $10.000 World Championship Pot Limit Omaha                         | Marty Smyth          | $859.549   | Peter Jetten               | 381        |
| 51 | $1.500 H.O.R.S.E.                                                  | James Schaaf         | $256.412   | Tommy Hang                 | 803        |
| 52 | $1.500 No Limit Hold'em                                            | David Daneshgar      | $625.443   | Scott Sitron               | 2.693      |
| 53 | $1.500 Limit Hold'em Shootout                                      | Matt Graham          | $278.180   | Jean-Robert Bellande       | 823        |
| 54 | $10.000 World Championship No Limit Hold'em Main Event             | Peter Eastgate       | $9.119.517 | Ivan Demidov               | 6.844      |
| 55 | $500 Casino Employees No Limit Hold'em                             | Jonathan Kotula      | $87.929    | Kevin O'Harra              | 930        |

## Main Event
Het Main Event is het grootste toernooi van de WSOP van 2008. Het is een 10.000 dollar No-Limit Texas Hold'em toernooi. De winnaar van dit toernooi wordt gezien als de officieuze wereldkampioen poker. De finale vond plaats op 9 november. Het was voor het eerst dat de finale enkele maanden na de WSOP gespeeld werd. Dit is gebeurd in verband met televisie-uitzendingen.

### Resultaten van het Main Event

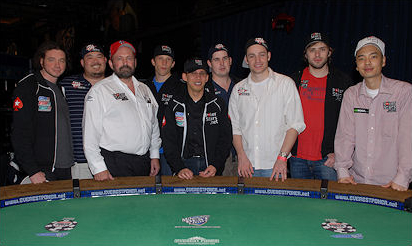
November Nine 2008 - v.l.n.r.: Ylon Schwartz, Kelly Kim, Dennis Phillips, Peter Eastgate, Darus Suharto, Scott Montgomery, Craig Marquis, Ivan Demidov en David Rheem

| Plaats | Naam             | Prijs      |
| ------ | ---------------- | ---------- |
| 1e     | Peter Eastgate   | $9.152.416 |
| 2e     | Ivan Demidov     | $5.790.024 |
| 3e     | Dennis Phillips  | $4.503.352 |
| 4e     | Ylon Schwartz    | $3.763.515 |
| 5e     | Scott Montgomery | $3.088.012 |
| 6e     | Darus Suharto    | $2.412.510 |
| 7e     | David Rheem      | $1.769.174 |
| 8e     | Kelly Kim        | $1.286.672 |
| 9e     | Craig Marquis    | $900.670   |

## WSOP Player of the Year
De WSOP reikt sinds 2004 een WSOP Player of the Year-award uit aan de speler die tijdens de betreffende jaargang de meeste punten scoort. Hiervoor tellen alleen toernooien mee waaraan iedereen mee kan doen, de spelen die alleen toegankelijk zijn voor vrouwen, senioren en casino-medewerkers niet. In 2006 en 2007 werd de uitkomst van het Main Event en het $50.000 H.O.R.S.E.-toernooi ook niet meegeteld. In 2008 telde het laatstgenoemde toernooi wel mee, het Main Event niet. Sinds 2009 tellen alle vrij toegankelijke toernooien mee, inclusief het Main Event.
Van 2004 tot en met 2010 telden alleen toernooien van de originele World Series of Poker in de Verenigde Staten mee voor het Player of the Year-klassement. Vanaf 2011 worden ook de resultaten van de World Series of Poker Europe en vanaf 2013 ook die van de World Series of Poker Asia Pacific meegerekend. Organisator Bluff Magazine paste in 2011 het scoresysteem aan en sindsdien beïnvloeden ook de inschrijfgelden en grootte van de deelnemersvelden het aantal punten dat spelers per evenement kunnen halen.
WSOP Player of the Year 2008 werd Erick Lindgren, die zich dat jaar vijf keer naar een geldprijs speelde, waarbij hij één keer een toernooi won en hij in twee andere ook de finaletafel bereikte.

## Ante Up For Africa Charity
Naast het reguliere rooster werd er voor de tweede keer een $5.000 Ante Up For Africa Charity Event gespeeld, gewonnen door John Hennigan. Dit leverde hem geen officiële WSOP-titel op, maar een horloge. De $169.000,- die hij won, doneerde hij volledig aan het goede doel.